# 식스토 두란바옌

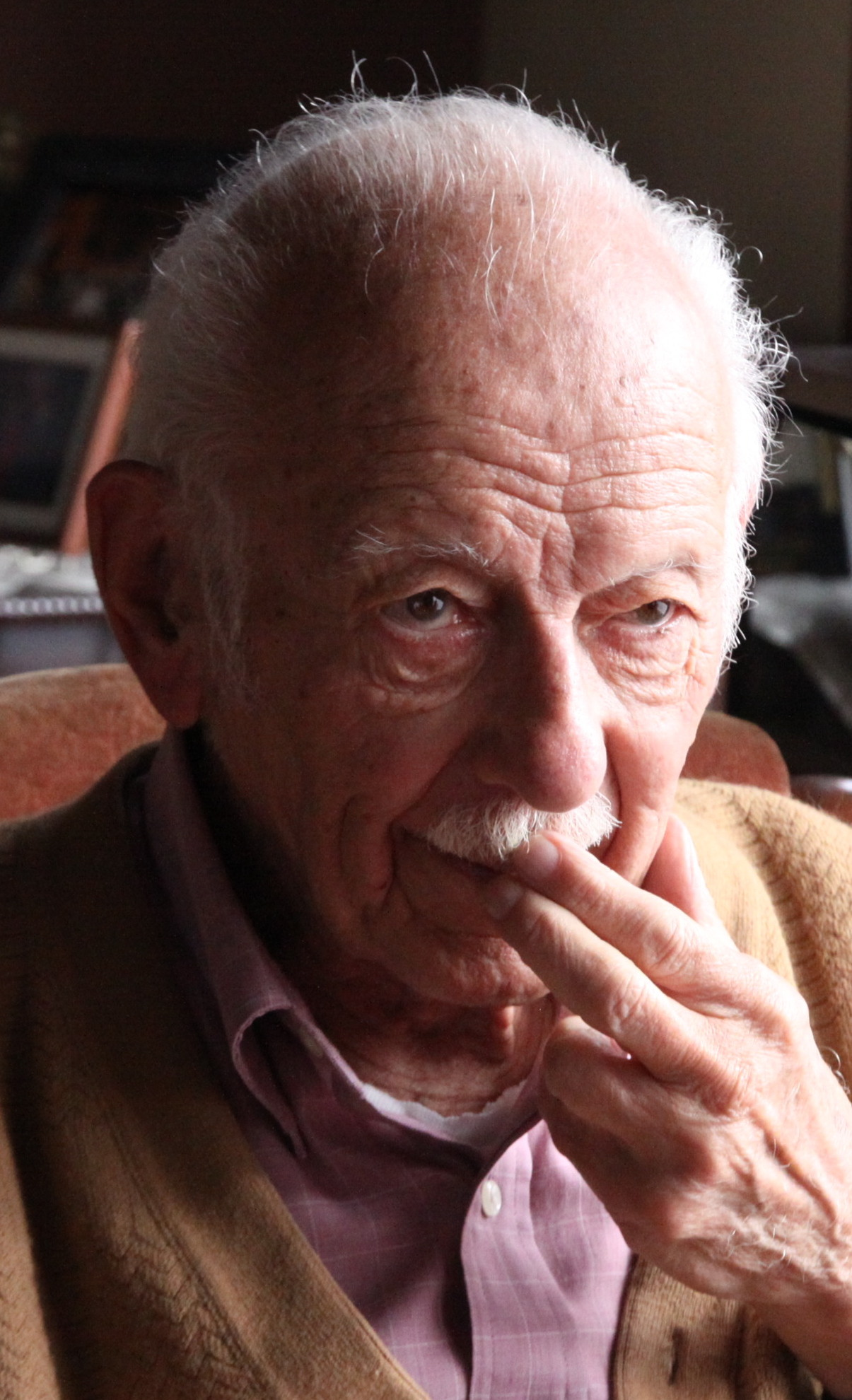

식스토 알폰소 두란바옌 코르도베스(스페인어: Sixto Alfonso Durán-Ballén Cordovez, 1921년 7월 14일 ~ 2016년 11월 15일)는 에콰도르의 건축가, 정치인이다. 1970년부터 1978년까지 키토 시장을 지냈으며, 1951년 사회기독당을 창당했다. 1992년 대선을 1년 앞둔 1991년 사회기독당을 탈당하고 공화국연합당을 창당했다.
1984년과 1998년에 국회의원으로 선출되었으며, 1992년 대통령으로 당선되었다. 재임 시절 경제의 현대화를 주도하기도 했으나, 임기 말 세계은행 및 세네파 전쟁 관련 도전을 받기도 했다. 1996년 8월 10일 4년 임기를 마치고 퇴임했을 당시 높은 지지율을 기록했다. 그의 임기는 여론조사에서 호평을 받았으나, 학자들로부터는 호불호가 갈린다.